# Coremiocnemis cunicularia
Coremiocnemis cunicularia là một loài nhện trong họ Theraphosidae.
Loài này thuộc chi Coremiocnemis. Coremiocnemis cunicularia được Eugène Simon miêu tả năm 1892.